# 瓦尔罗梅地区香槟
瓦尔罗梅地区香槟（法語：Champagne-en-Valromey，法語發音：[ʃɑ̃paɲ ɑ̃ valʁɔmɛ]），或纯音译作香槟昂瓦尔罗梅，是法国东部安省的一个市镇，属于贝莱区。

## 地理
瓦尔罗梅地区香槟（45°54'16"N, 5°40'39"E）面积18.16 平方千米，位于法国奥弗涅-罗讷-阿尔卑斯大区安省，该省份为法国东部省份，北起汝拉省，西北接索恩-卢瓦尔省，西接罗讷省和里昂大都会，南至伊泽尔省，东与萨瓦省、上萨瓦省和瑞士接壤。
与瓦尔罗梅地区香槟接壤的市镇（或旧市镇、城区）包括：瓦尔罗梅地区阿尔维耶尔、塞朗河畔瓦尔罗梅、上瓦尔罗梅。
瓦尔罗梅地区香槟的时区为UTC+01:00、UTC+02:00（夏令时）。

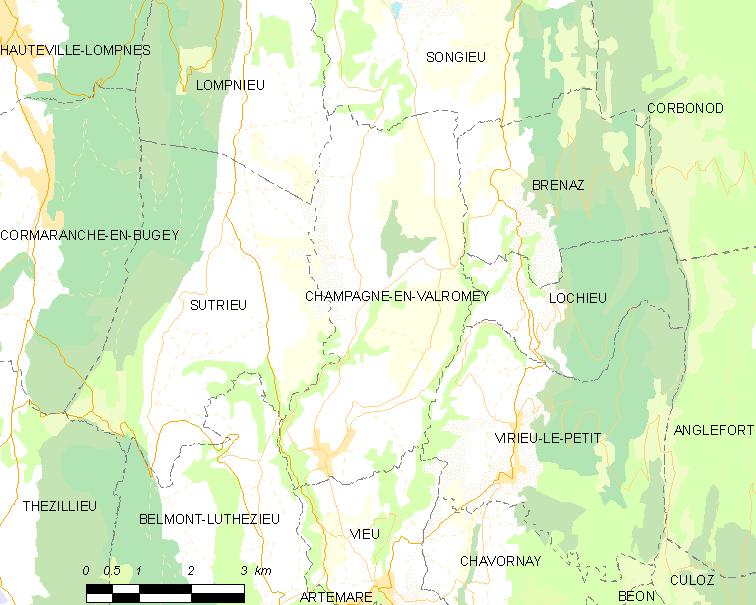
瓦尔罗梅地区香槟的OSM定位图

## 行政
瓦尔罗梅地区香槟的邮政编码为01260，INSEE市镇编码为01079。

## 政治
瓦尔罗梅地区香槟所属的省级选区为普拉托多特维尔县。

## 人口

1962-2008年间瓦尔罗梅地区香槟人口变化图示

瓦尔罗梅地区香槟于2022年1月1日时的人口数量为826人。